# Albert Lejeune
Pour les articles homonymes, voir Lejeune.
Albert Lejeune, né le 26 octobre 1885 à Savigny-sur-Orge et mort fusillé le 3 janvier 1945 à Marseille, est un journaliste, patron de presse, homme d'affaires et collaborateur français.

## Biographie

### Jeunesse et carrière dans la presse de l'Entre-deux-guerres
Né orphelin de père, Albert Lejeune devient clerc de notaire à l'âge de 14 ans puis passe employé, de 1901 à 1910, au service du contentieux de la Compagnie du chemin de fer de Paris à Orléans. Son entrée dans le journalisme se fait durant cette période, où il écrit des piges pour L'Auto-Vélo. 
Autodidacte, réformé du service militaire pour raisons de santé, il entre en 1909 au service du député républicain Jean Argeliès (1862-1914). C'est sans doute avec son soutien qu'il fonde l'année suivante un hebdomadaire, L'Avenir de la Seine et Oise, qui fait cependant faillite en quelques mois. Il épouse en 1910 Georgette Charpentier, avec laquelle il a deux enfants. Elle est la fille du directeur du journal La Gazette d'Arpajon, Jules-Honoré Charpentier. En 1911, il prend la direction du journal de son beau-père et le nomme La Gazette de la Seine et Oise puis en devient le propriétaire. En 1913, il fait l'acquisition d'une imprimerie pour son journal. De 1914 à 1919, il est mobilisé mais ne prend pas part aux combats. Après la guerre, il fonde une société anonyme qui regroupe tous ses actifs : La Gazette, l'imprimerie et une société de gestion immobilière qui semble lui avoir beaucoup rapporté. 
C'est sans doute à la fin des années 1920, ou au début des années 1930 qu'il rencontre Raymond Patenôtre (1900-1951), patron de presse influent, qui dirige le groupe Omnium républicain de presse, spécialisé dans la presse quotidienne régionale. Albert céda la majorité de son capital à Patenôtre et devint son bras-droit. Ce dernier lui confia d'abord la direction de quelques journaux locaux puis, en 1930, il le nomme directeur du Petit Niçois. Cette même année, il est fait chevalier de la Légion d'honneur. 
En 1935, il est pratiquement à tous les postes de directeur général et administrateur de la plupart des titres du groupe de Patenôtre (Le Petit Niçois, Le Petit Var, Lyon républicain),. Il accède surtout à la direction générale d'un quotidien parisien, Le Petit Journal racheté par Patenôtre et ses alliés en 1932. Il occupe cette fonction de 1932 ou 1933 à 1937. À l'instigation de Patenôtre, ce quotidien soutient Pierre Laval en 1934-1935 puis se rapproche du Front populaire. En août 1936, Lejeune participe à un meeting du Front populaire à Nice, en tant que directeur du Petit Niçois. Il devient aussi président du conseil d'administration d'un quotidien d'Épinal, L'Express de l'Est, racheté par Patenôtre en 1936 à Paul Lederlin. 
Lejeune est promu officier de la Légion d'honneur en 1935. Il est alors vice-président de l'association professionnelle de la presse républicaine.
S'il perd son poste au Petit Journal, que Patenôtre vend en 1937, il prend le contrôle de l’hebdomadaire parisien Marianne cette même année,. Des industriels vosgiens menés par Georges Laederich prennent le contrôle de L'Express de l'Est en 1937 mais ils maintiennent Lejeune à son poste en raison de ses compétences en matière d’administration de journaux et parce qu’il s’agissait de maintenir le secret sur le rachat. Il conserve cette fonction jusqu'en 1944. 
Patenôtre le place à la tête de la société L’Auto-Sports, qui publie L'Auto, premier quotidien sportif français alors en pleine déconfiture, qui deviendra après guerre L’Équipe. Gestionnaire redoutable et opportuniste, Lejeune débarque Henri Desgrange et Jacques Goddet, avant de réintégrer ce dernier car il était le seul à pouvoir gérer et organiser le Tour de France, course créée et organisée par L'Auto.

### Collaboration sous l'Occupation
Patenôtre, résolument antinazi, confie les clefs de son groupe à Lejeune et disparaît, rejoignant New York en 1941. Durant l'Occupation, Lejeune demeure directeur général du Petit niçois, du Régional de l’Ouest et de la Sarthe, directeur du Lyon républicain et du Soir de Lyon. En juillet 1941, Lejeune est désigné P-DG du journal L'Auto. Pendant l'Occupation, certaines rubriques du journal se signalèrent par des communiqués hostiles à la Résistance dont les membres sont désignés comme des « terroristes ». Entre-temps, le capital de l'Omnium dont le délégué était Albert Lejeune passa pour l'essentiel entre les mains de l'Occupant. Celui-ci obtint mandat de la Propaganda Abteilung in Frankreich, instrument de contrôle de la presse. Lejeune commença très tôt son travail de collaboration, fermement convaincu qu'une cohabitation avec les Allemands était possible. 
Lejeune ne s'arrêta pas là. Il frappa fort aussi dans l'édition. En décembre 1941, il achète 700 parts (sur 2 000) de Nathan. Entre mars et août 1942, il prend le contrôle des éditions Calmann-Lévy par le biais de l'une de ses sociétés, les Éditions Balzac. Il participa activement à ce que l'on appelait alors « l'aryanisation des sociétés juives », prenant des parts financières à bas prix, ce qui revenait à de la spoliation. 

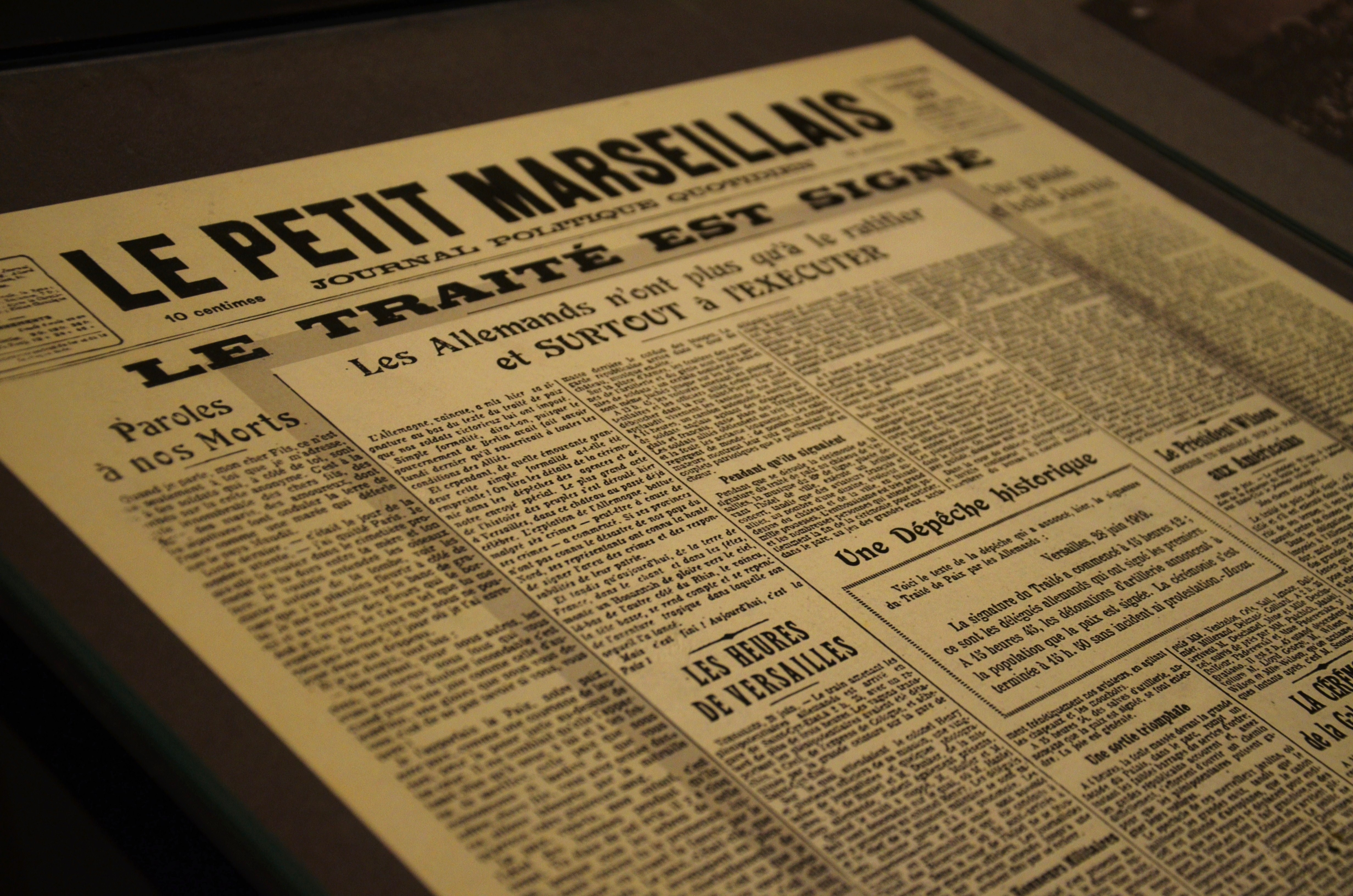
Le Petit Marseillais.

### Condamnation et exécution à la Libération
Après la Libération, Albert Lejeune est arrêté à Nice, où il résidait, ses biens sont confisqués, et son procès s'ouvre le 20 octobre 1944 devant la cour de justice de Marseille. L'accusation ne porte que sur son implication dans une tentative de rachat du quotidien Le Petit Marseillais, à laquelle furent mêlés les Allemands et Pierre Laval. Au cours du procès fut révélée sa fortune, soit près de 40 millions de francs de l'époque ; il est qualifié de « rapace » et de « profiteur ». Il est condamné à mort au terme de trente minutes de délibération de la Cour de justice. Il fut  un des  seuls patrons de presse, avec Jean Luchaire,  à être exécuté durant l'épuration en France. Peu avant de mourir, il tenta de se disculper en accusant Patenôtre, son exécution est alors retardée. Il est passé finalement par les armes le 3 janvier 1945.